# Middes
Middes är en ort och tidigare kommun i distriktet Glâne i kantonen Fribourg, Schweiz.
1 januari 2004 slogs Middes ihop med Torny-le-Grand till den nya kommunen Torny.